# Jim Gray
James Nicholas Gray (San Francisco, 11 de enero de 1944; desaparecido en el océano Pacífico desde el 28 de enero de 2007, declarado muerto el 16 de mayo de 2012), más conocido como Jim Gray, fue un científico de la computación estadounidense.

## Biografía
Recibió el Premio Turing en 1998 «por contribuciones originales a la investigación en bases de datos y procesamiento de transacciones, y su liderazgo técnico en la implementación de sistemas».
Gray estudió en la Universidad de California, Berkeley, donde recibió su licenciatura en ingeniería matemática en 1966 y su doctorado en ciencias de la computación en 1969. Fue el primer doctorando del departamento de ciencias de la computación en Berkeley.
Gray trabajó como investigador industrial y diseñador de software en varias compañías industriales, incluyendo IBM, Tandem y DEC, y en 2006 trabaja como investigador técnico en Microsoft Research en San Francisco. Ha contribuido a la construcción de varios importantes sistemas de bases de datos y procesamiento de transacciones, incluyendo el pionero System R cuando trabajaba para IBM. Además, tiene un extenso historial de publicaciones en revistas académicas.
Tras partir en solitario en su velero para esparcir las cenizas de su difunta madre en las islas Farallón, se perdió la comunicación con el velero el 28 de enero de 2007. Desde entonces se desconoce su paradero. Al cumplirse 5 años sin noticias desde su desaparición se lo considera desaparecido pero presuntamente muerto.